# Zweydorff

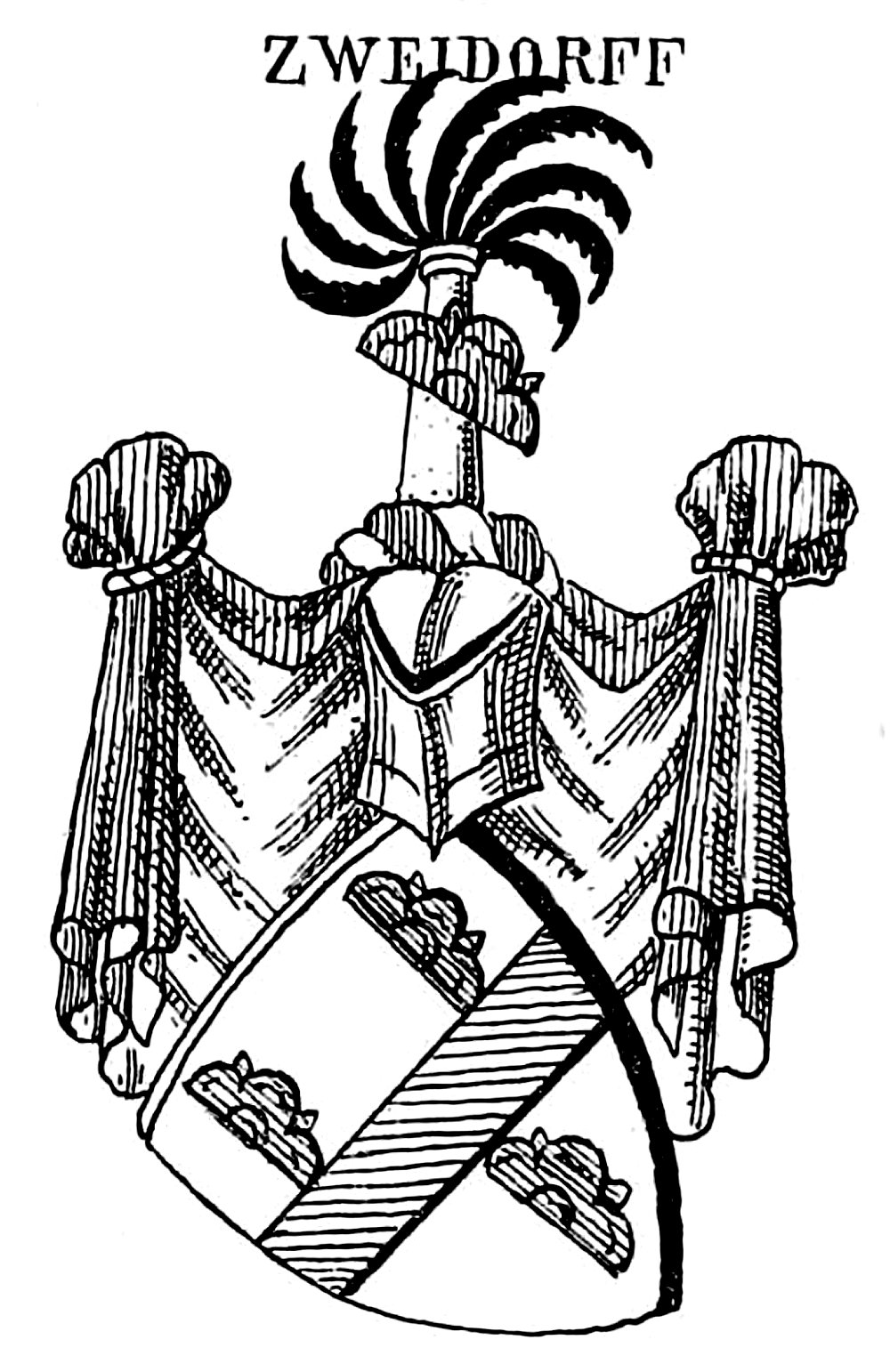
Wappen der Braunschweiger Patrizierfamilie Zweidorf

Zweydorff (auch Twedorp und Zweidorf/Zweidorff) ist der Name eines braunschweigischen Patrizier- und Ratsgeschlechts.

## Geschichte
Die Geschichte der Familie von Zweydorff (van Twedorp) reicht bis in die Zeit Heinrichs des Löwen zurück. Sie gilt als altes Braunschweiger Stadtadelsgeschlecht. Tatsächlich befindet sich auch ein Ort Zweidorf (heute ein Ortsteil der Gemeinde Wendeburg) in der Nähe der Stadt Braunschweig, von welchem der Familienname hergeleitet scheint. Das heutige Ortswappen wurde an jenes der gleichnamigen Patrizierfamilie „angelehnt“.
Im Widerspruch hierzu scheint die Genealogie der Familie zu stehen, denn üblicherweise entstammen die Patrizier dem näheren Umland der betreffenden Städte. Hier aber besteht zunächst eine nicht geringe Wahrscheinlichkeit, dass der Herkunftsort der Familie in dem Ort Zweedorf (heute ein Ortsteil der Gemeinde Schwanheide, Mecklenburg-Vorpommern) bei Lauenburg/Elbe und unweit Boitzenburg zu sehen ist. Aber der Schleier der Vergangenheit lässt sich offenbar noch etwas weiter lüften, denn Wieben hatte schon darauf hingewiesen, dass auch der für das Jahr 1241 belegte Boizenburger Ratsvorsteher („consul“) Henricus de Thvedorp aus Zweedorf stammt, weshalb auch eine Namensgebung dieses Ortes in Anlehnung an einen Vorfahren des genannten Heinrich von Zweedorf in Betracht gezogen werden muss – als ministerialer Lokator aus dem Gefolge Heinrichs des Löwen. Das Land Boizenburg und damit auch Zweedorf (1252 als Twedorp erstmals urkundl. erwähnt) in Mecklenburg unterstanden von 1143 bis 1180 direkt Heinrich dem Löwen.
In diesem Zusammenhang interessant: Im Jahr 1161 wird ein Ritter Rotherus (de Feltem/ von Veltheim) aus dem braunschweigischen Zweidorf genannt, dessen Nachfahren Hauptbesitzer des Dorfes seien. Dieser wie auch jener erwähnte Vorfahr von Twedorp, der dann ja aus Zweidorf bei Braunschweig (zwischen 1132 und 1141 zuerst urkundlich erwähnt) stammen wird, folgten dem Welfenherzog, der von seiner Residenz Braunschweig aus dem Aufruf des Papstes zum Wendenkreuzzug und zur Kolonisation der nord- und ostelbischen Slavenstämme aufgebrochen war. Nach der Unterwerfung von Teilen des Obodritenreiches war es dort die Aufgabe des Lokators, Grund und Boden aufzuteilen, die Materialien zur Urbarmachung bereitzustellen sowie die eigentliche Gründung des jeweiligen Dorfes vorzunehmen, welches offenbar nach ihm benannt wurde. Die spätere Funktion des Lokators war die des Richters – eine eigentlich typische Funktion von Ministerialen.
Aus Zweedorf erfolgte sodann auch eine Einwanderung der van Twedorps u. a. nach Hamburg. Dort wird der Name unter den „consules Hamburgenses“ geführt und reicht in einer Stammreihe bis zum Jahr 1237 zurück. Die van Twedorp müssen hier schon recht vermögend gewesen sein, was bereits das frühere Vorkommen eines nach ihnen benannten Wegs „Twedorpstwiete“ im St.-Petri-Viertel nahelegt. Hier befand sich auch die „Brücke des Herrn Otto von Twedorpe“.
Man hat eine Reihe Anhaltspunkte dafür, dass ein gewisser aus Hamburg stammender Johann de Twedorp über Goslar nach Braunschweig kam, und zwar in Person jenes Johannes de Twedorp, der 1312 zu Goslar im „Rat der Sechs“ erscheint, also im Vorstand der Korporation der Anteilseigner am Bergbau des Rammelsberges. Die Rückschläge im Bergbau dieser Zeit (Versumpfung der Gruben seit etwa 1300) könnten diesen Johann zum erneuten Ortswechsel, in die aufstrebende Hansestadt Braunschweig, bewogen haben, wo er 1337 als Heneke (Koseform von Johann) und verstorben aktenkundig wird. Vor ihm existiert kein Nachweis des Namens Twedorp in Braunschweig. Hier hatte er in der Altstadt, in der Gördelinger Straße, Hausbesitz.
Mit ihm beginnt die gesicherte Stammreihe dieser Braunschweiger Patrizier- und Ratsfamilie, zugleich einer hansischen Fern- und Großhändlerfamilie, welche sich insbesondere als Beckenwerker-Unternehmer betätigte. Im Rat der Braunschweiger Neustadt sind von 1370 bis zum Jahre 1600 dreizehn Ratsherren und Bürgermeister der Familie bekannt.
Frühe Namensnachweise „Twedorp“ finden sich in den Matrikeln der Universitäten zu Prag (1385), Erfurt (1409) und Leipzig (1418). Die Familie stellte auch mehrere Klosterdamen.
Die van Twedorp verfügten über einen umfangreichen Grund- und Güterbesitz, darunter herzogliche Lehen. Bürgermeister Fricke van Twedorp (ca. 1355–1428) entwickelte als Beckenwerker-Unternehmer in der Braunschweiger Neustadt ein überragendes wirtschaftliches Engagement und war wohl auch der reichste Bürger dieses Stadtteils in seiner Zeit. Das dürfte schon für seinen Vater Lubbert (auch Lutbert, erwähnt seit 1340; † 1387. Ratsherr in der Neustadt 1362 bis 1373), Sohn des oben genannten Heneke, gegolten haben – Hinweise auch darauf, dass die von Zweydorff mit ihrem ersten Erscheinen in Braunschweig dem Stand des Patriziats bereits angehört haben.

## Wappen

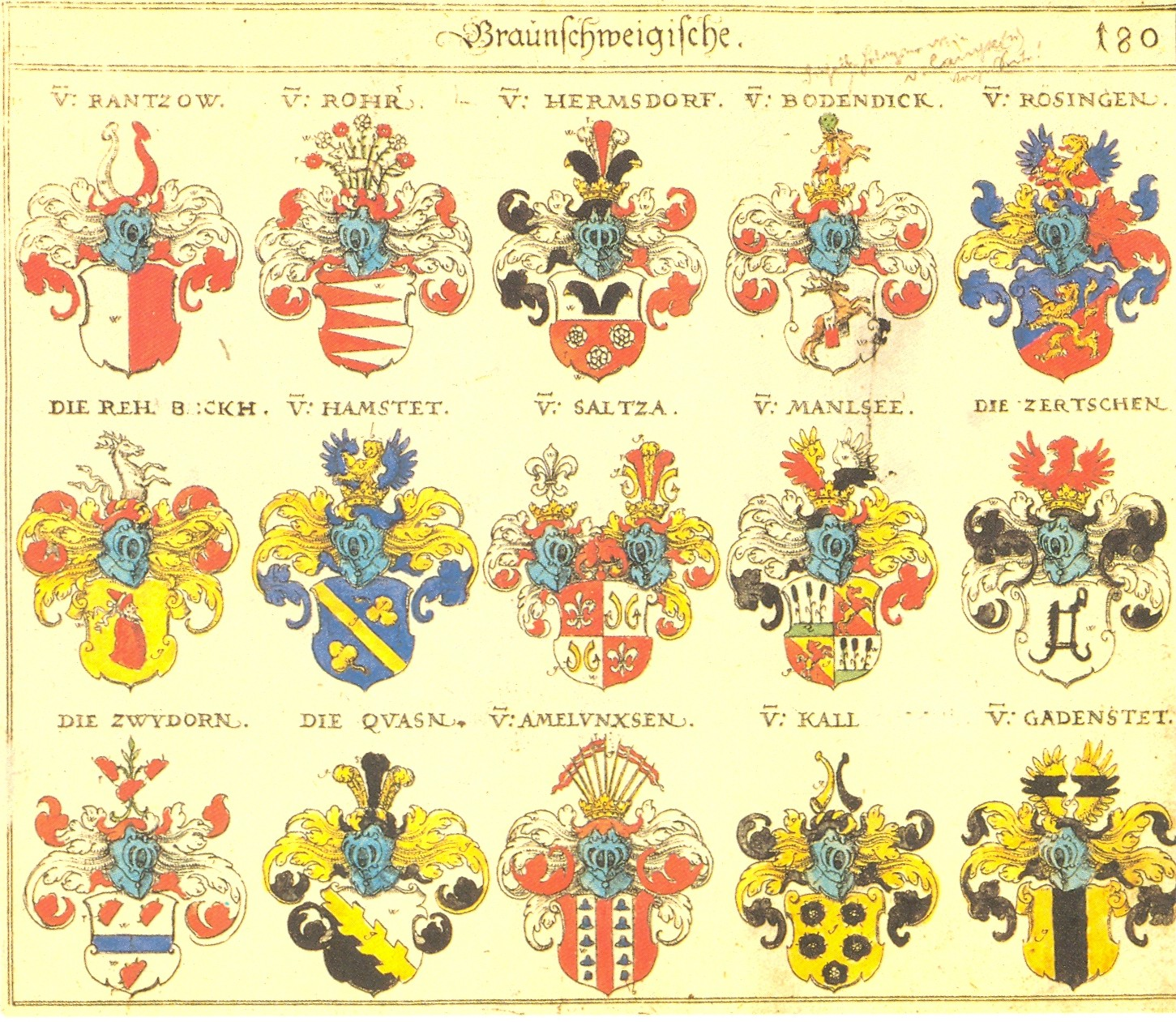
Wappen der Familie „Die Zwÿdorn“ in Johann Siebmachers Wappenbuch von 1605, in der Abteilung Braunschweigische Ritterschaft und Adel: unterste Reihe, 1. Wappen links

Wappenschild: Drei (2:1) gespaltene halbe rote Rosen, oft schräg gestellt, im silbernen Feld mit grünem Querbalken. Helmzier: Säule mit Pfauen- oder Hahnenfedern. Vor der Säule eine halbe rote Rose.
Bis 1945 befanden sich die Wappen der Familie noch an und in zahlreichen Gebäuden in Braunschweig.

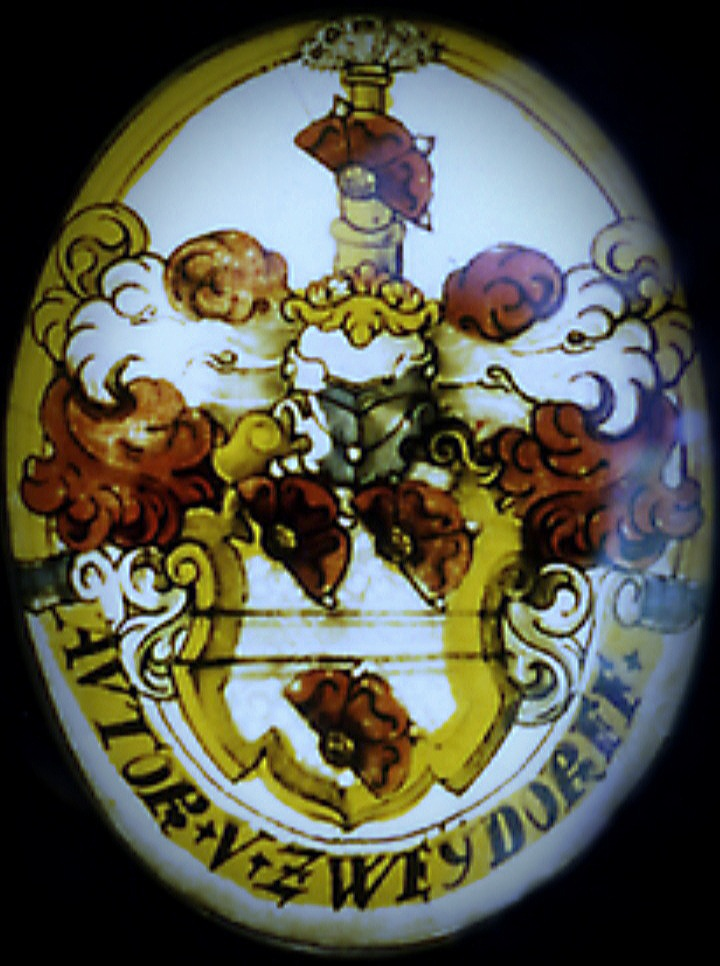
Wappenscheibe für den Ratsherrn Autor von Zweÿdorff

Eine historische Wappendarstellung: Glasmalerei-Wappenscheibe des Autor von Zweÿdorff um 1600.

## Namhafte Familienmitglieder
- Ein aus Zweidorf bei Braunschweig stammender Namensträger zog im Gefolge Heinrichs d. Löwen, der in Braunschweig residierte, im Rahmen dessen Kreuzzugs nach Mecklenburg und gründete dort als Lokator den Ort Twedorp, heute Zweedorf (bei Boizenburg).[16]
- Otto de Twedorp (1255 Ratsherr bzw."Consul"; † 1299), 1280–1299 Bürgermeister (Protoconsul) der Hansestadt Hamburg.[17] Nach ihm waren in Hamburg, im St.-Petri-Viertel, eine Brücke und eine Straße benannt.[18]
- Fricke van Twedorp (ca. 1355–1428), Bürgermeister und reichster Bürger der Braunschweiger Neustadt. Im Zuge einer regen diplomatischen Tätigkeit holte er als Gesandter der Stadt im Jahr 1415 die Gründungsurkunde zweier Schulen, des heutigen Gymnasiums Martino-Katharineum, vom Papst Johannes XXIII. vom Konzil zu Konstanz.
- Anna von Zweydorff (1580–1666) war die Mutter des genialen Erfinders und Bürgermeisters der Stadt Magdeburg, Otto von Guericke, der mit seinen spektakulären Versuchen vor Kaiser und Reich für Furore sorgte.
- Christian Georg von Zweydorff, * 17. Februar 1717, + 13. November 1792.[19] Die Familie stellte mehrere hochrangige Militärs. Zu ihnen zählt Christian Georg von Zweydorff, Melchior Georgs Sohn. Als „Herzogl. Braunschweig-Lüneburgscher General-Major und Kommandant der Festung Braunschweig, auch Chef des Ingenieur-Corps“[20][21], leitete er organisatorisch und unter Sicherheitsaspekten den ungewöhnlich großen Volksauflauf (während der zeitgleichen Braunschweiger Messe) anlässlich des Spektakels zur ersten bemannten „Luftfahrt“ in Braunschweig. Die Darbietung erfolgte durch den französischen „Luftschiffers“ bzw. „Aeronauten“ Jean Pierre Blanchard (dort Abb. mit Kanonen im Hintergrund) mit einem Heißluftballon. Der Aufstieg erfolgte am 10. August 1788 vor dem Herzogshaus und Volk in Braunschweig, und zwar vom August-Bollwerk am Wendentor aus.